# Prvožraví
Prvožraví (Archostemata) je podřád brouků, který popsal Kolbe v roce 1908.
Prvožraví jsou druhým nejmenším podřádem brouků, který zahrnuje méně než 50 druhů v pěti čeledích. Morfologicky jsou podobni prvním broukům, kteří jsou nacházeni ve zkamenělinách starých 250 milionů let.
Tykadla mohou mít nitkovitá nebo perličkovitá.
Brouci tohoto podřádu jsou považováni za vzácné, ve střední Evropě nežijí. Fosilní nálezy z Permu naznačují, že Archostemata byli kdysi rozšířeni po celé zeměkouli a druhy, které přežily, jsou jen zlomkem počtu dřívější populace. Dnes je na celém světě známo 5 čeledí (Crowsoniellidae, Cupedidae, Jurodidae, Micromalthidae a Ommatidae).
Klasifikace čeledí podřádu Archostemata:

## Recentní (současné) rody

### Infrařád Cupediformia Kirejtshuk, 1991

#### Nadčeleď Cupedoidea Laporte, 1836
Crowsoniellidae Iablokoff-Khnzorian, 1983

Cupedidae Laporte, 1836

Jurodidae Ponomarenko, 1985

Ommatidae Sharp et Muir, 1912

### Infrařád Micromaltiformia Kirejtshuk, 1991

#### Nadčeleď Micromalthoidea Barber, 1913
Micromalthidae LeConte, 1878

## Fosilní (vyhynulé) rody

### Infrařád

#### Nadčeleď
Incertae sedis: Oborocoleidae Kukalová, 1969

Liberocoleus  Kukalová, 1969;  Obrocoleus  Kukalová, 1969

#### Nadčeleď Ademosynoidea Ponomarenko, 1969
Ademosynidae Ponomarenko, 1968

Ademosyne  Handlirsch, 1906;  Ademosynoides  Dunstan, 1923;  Cephalosyne  Ponomarenko, 1969;  Dolichosyne  Ponomarenko, 1969;  Gnathosyne  Ponomarenko, 1969;  Grammositus  Dunstan, 1923;  Lasiosyne  Tan, Ren et Shih, 2007;  Petrosyne  Ponomarenko, 1969;  Platycrossos  Dunstan, 1923;  Polysitus  Dunstan, 1923;  Ranis  Ponomarenko, 1968;  Shepherdia  Dunstan, 1923;  Sphaerosyne  Ponomarenko, 1969
Permosynidae, Tillyard, 1924

Argentinocupes  Martins-Neto et Gallego, 1999;  Delpuentesyne  Martins-Neto et Gallego, 2007;  Ischichucasyne  Martins-Neto et Gallego, 2005;  Permosyne  Tillyard, 1924;  Pseudorhynchophora  Handlirsch, 1906

#### Nadčeleď Asiocoleoidea Rohdendorf, 1961
Asiocoleidae Rohdendorf, 1961

Asiocoleus  Rohdendorf, 1961
Tricoleidae Ponomarenko, 1969

Sogdelytron  Ponomarenko, 1969;  Tricoleodes  Ponomarenko, 1969;  Tricoleus  Ponomarenko, 1969;  Wilcoxia  Dunstan, 1923

#### Nadčeleď Cupedoidea Laporte, 1836
Cupedidae Laporte, 1836

Ommatidae Sharp et Muir, 1912

Cionocoleus  Ren, 1995;  Euryomma  Ren, Shih et Ge, 2006;  Liassocupes  Yeuner, 1962

#### Nadčeleď Micromalthoidea Barber, 1913
Micromalthidae LeConte, 1878

Cretomalthus  Kirejtshuk et Azar, 2008

#### Nadčeleď Permocupedoidea, Martynov, 1933
Permocupedidae Martynov, 1933

Archicupes  Rhodendorf, 1961;  Cytocupes  Rohdendorf, 1961;  Cytocupoides  Ponomarenko, 1969;  Eocupes  Rohdendorf, 1961;  Ichthyocupes  Rohdendorf, 1961;  Kaltanicupes  Rohdendorf, 1961;  Kaltanocoleus  Rohdendorf, 1961;  Maricoleus  Shcherbakov, 2009;  Permocupes  Martynov, 1933;  Protocupes  Rohdendorf, 1961;  Protocupoides  Rohdendorf, 1961;  Tatarocupes  Ponomarenko, 2004;  Uralocupes  Ponomarenko, 1969
Taldycupidae Rohdendorf, 1961

Simmondsia  Dunstan, 1932;  Taldycupes  Rohdendorf, 1961;  Tecticupes  Rohdendorf, 1961;  Tychticupes  Rohdendorf, 1961;  Tychticupoides  Rohdendorf, 1961;  Yiyangicupes  Hong Youchong, 1988

#### Nadčeleď Rhombocoleoidea Rohdendorf, 1961
Rhombocoleidae Rohdendorf, 1961

Erunakicupes  Rohdendorf, 1961;  Karakanocoleus  Rohdendorf, 1961;  Rhombocoleites  Ponomarenko, 1969;  Rhombocoleus  Rohdendorf, 1961;  Rossocoleus  Rohdendorf, 1961;  Schizotaldycupes  Rohdendorf, 1961

#### Nadčeleď Schizophoroidea Ponomarenko, 1968
Catiniidae Ponomarenko, 1968

Avocatinus  Ponomarenko, 1969;  Catinius  Ponomarenko, 1968;  Catinoides  Ponomarenko, 1969;  Macrocatinius  Ponomarenko, 1969;  Triassocatinius  Ponomarenko, 1969
Schizocoleidae Ponomarenko, 2004

Argentinosyne  Martins-Neto et Gallego, 2006;  Mesolobites  Carpenter, 1985;  Mimema  Handlirsch,1906;  Palademosyne  Ponomarenko, 2004;  Rossocoleus  Rohdendorf, 1961;  Schizocoleus  Rohdendorf, 1961;  Stegosyne  Rohdendorf, 1961
Schizophoridae Ponomarenko, 1968

Camaricopterus  Bode, 1953;  Catabrycus  Ponomarenko, 1969;  Dikerocoleus  Lin, 1982;  Hadeocoleodes  Ponomarenko, 1969;  Hadeocoleus  Ponomarenko, 1969;  Homocatabrycus  Tan, Ren et Shih, 2007;  Lethocoleus  Ponomarenko, 1969;  Malmelater  Handlirsch, 1906;  Menopraesagus  Tan, Ren et Shih, 2007;  Parathnesidius  Ponomarenko, 1969;  Pesus  Ponomarenko, 1969;  Praesagus  Ponomarenko, 1969;  Salebrocoleus  Ponomarenko, 1969;  Salebroferus  Ponomarenko, 1969;  Schizophorinus  Ponomarenko, 1969;  Schizophoroides  Ponomarenko, 1969;  Schizophorus  Ponomarenko, 1968;  Tersoides  Ponomarenko, 1968;  Tersus  Martynov, 1926;  Thnesidius  Ponomarenko, 1969;  Triassocoleus  Ponomarenko, 1969;  Xyphosternum  Ponomarenko, 1968

#### Nadčeleď Tshekardocoleoidea Rohdendorf, 1944
Labradorocoleidae Ponomarenko, 1969

Labradorocoleus  Ponomarenko, 1969
Tshekardocoleidae Rohdendorf, 1944

Avocoleus  Ponomarenko, 1969;  Boscoleus  Kukalová, 1969;  Eocoleus  Kukalová, 1969;  Moravocoleus  Kukalová, 1969;  Prosperocoleus  Kukalová, 1969;  Retelytron  Kukalová, 1965;  Sylvacoleodes  Ponomarenko, 1969;  Sylvacoleus  Ponomarenko, 1963;  Tshekardocoleus  Rohdendorf, 1944;  Umoricoleus  Kukalová, 1969;  Uralocoleus  Zalessky, 1947;  Votocoleus  Kukalová, 1969